# Neoneli
Neoneli (Neunele in sardo) è un comune italiano di 589 abitanti della provincia di Oristano in Sardegna, nella regione storica del Barigadu.

## Storia
Area abitata fin dall'epoca prenuragica e nuragica per la presenza nel territorio di alcune domus de janas e di alcuni nuraghi, nel medioevo appartenne al Giudicato di Arborea e fece parte della curatoria di Parte Barigadu. Alla caduta del giudicato (1420) passò sotto il dominio aragonese. Fu dato in feudo alla famiglia De Jana fino al 1462, e poi a Da Silva che lo possedettero con il titolo di conti di Montesanto fino al XVIII secolo. Nel 1774, in epoca sabauda, formò un marchesato, concesso in feudo a Pietro Ripoll. Il feudo rimase ai Ripoll fino al 1837, quando passò ai Sanjust, per il matrimonio di Maria Angela Ripoll e Carlo Enrico Sanjust, barone di Teulada.
Il paese fu riscattato agli ultimi feudatari nel 1839, con la soppressione del sistema feudale.

### Simboli
Lo stemma e il gonfalone del comune di Neoneli sono stati concessi con decreto del presidente della Repubblica del 12 aprile 2001.
La lettera "N" è l'iniziale del nome del comune; il leone ricorda le antiche leggende locali che narrano che Neoneli in passato era terra di leoni, ovvero di uomini coraggiosi; le spighe di grano simboleggiano l'economia agro-pastorale, principale fonte di reddito del paese; la clessidra d'oro in campo rosso era l'emblema della famiglia Sanjust, marchesi di Neoneli.
Il gonfalone è un drappo rettangolare partito di rosso e di azzurro.

## Società

### Evoluzione demografica
Abitanti censiti

### Lingue e dialetti
La variante del sardo parlata a Neoneli è riconducibile alla versione nuorese.

### Tradizione e folclore

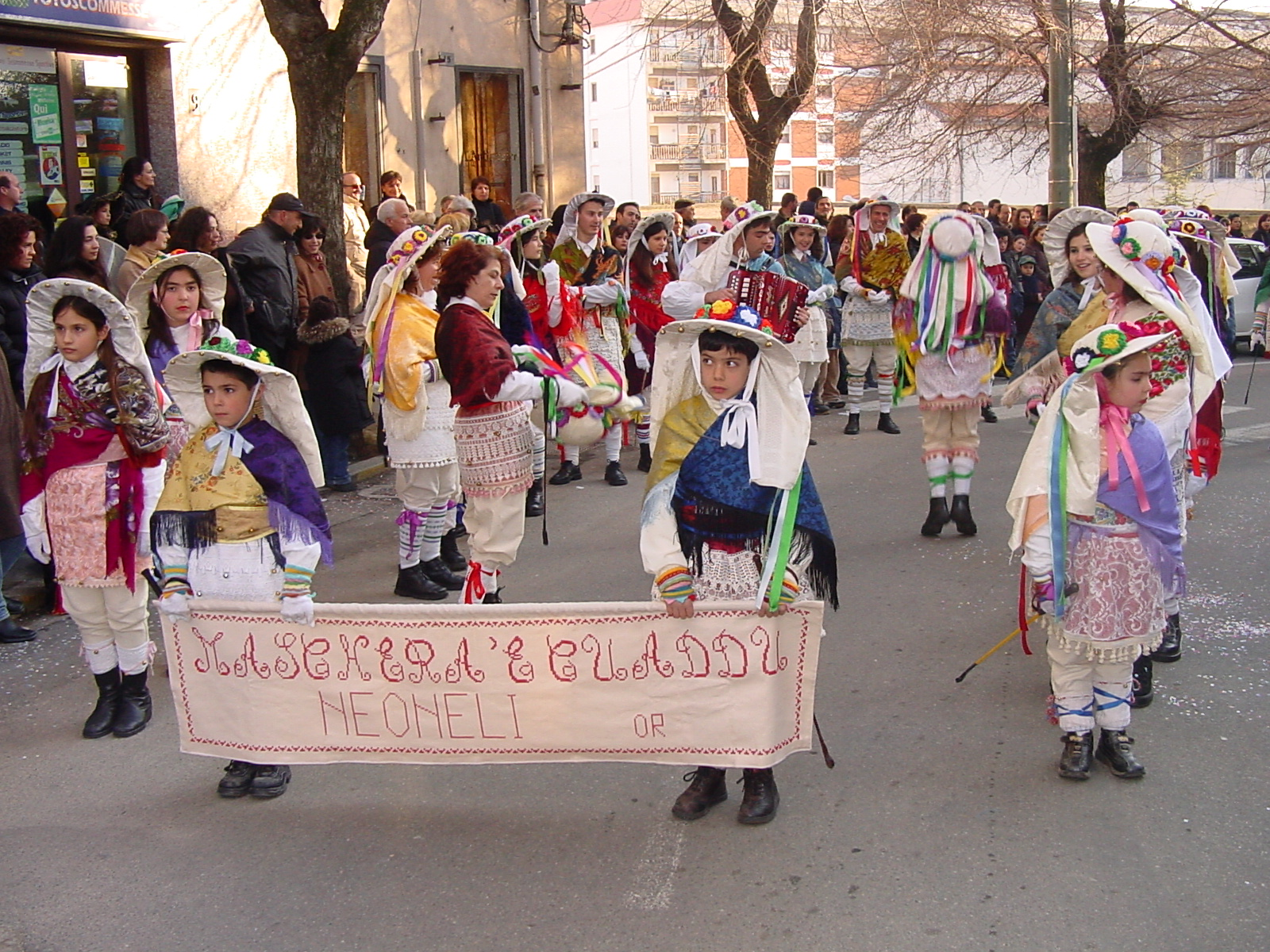
Maschere carnevalesche di Neoneli a Nuoro nel 2003

Il paese ogni anno nel mese di agosto organizza una festa della durata di quattro giorni in  località  S'Angelu. 

Nel periodo di carnevale si svolge il Ritus calendarum con una sfilata di maschere tradizionali sarde.
Dal 2010 si svolge la sagra della fregula e della cassola nei primi giorni di ottobre; dal 2016 la sagra è diventata festival letterario e ha cambiato il nome in Licanias.

## Amministrazione
| Periodo         | Periodo         | Primo cittadino | Partito                                 | Carica  | Note |
| --------------- | --------------- | --------------- | --------------------------------------- | ------- | ---- |
| 30 maggio 2010  | 31 maggio 2015  | Salvatore Cau   | Lista civica "Tradizione e innovazione" | Sindaco |      |
| 31 maggio 2015  | 26 ottobre 2020 | Salvatore Cau   | Lista civica "Prospettiva Neoneli"      | Sindaco |      |
| 26 ottobre 2020 | in carica       | Salvatore Cau   | Lista civica "Prospettiva Neoneli 2.0"  | Sindaco |      |